# 卓哩克图亲王
科尔沁左翼中旗和硕卓哩克图亲王为清朝内扎萨克蒙古科尔沁左翼中旗的世袭和硕亲王。清崇德元年（1636年）皇太极封宰桑长子乌克善为和硕卓哩克图亲王，诏世袭罔替。为清朝爵位最高的闲散王公。

## 卓哩克图亲王世系
| 世代     | 姓名             | 年份           | 备注               |
| -------- | ---------------- | -------------- | ------------------ |
| 第一代   | 乌克善           | 1636年－1665年 |                    |
| 第二代   | 毕勒塔噶尔       | 1666年－1667年 | 乌克善子           |
| 第三代   | 鄂尔齐           | 1667年－1682年 | 毕勒塔噶尔子       |
| 第四代   | 都勒巴           | 1682年－1688年 | 乌克善子           |
| 第五代   | 巴特玛           | 1688年－1725年 | 都勒巴子           |
| 第六代   | 阿勒坦格呼勒     | 1725年－1737年 | 巴特玛子           |
| 第七代   | 札木巴勒札木素   | 1737年－1761年 | 阿勒坦格呼勒子     |
| 第八代   | 恭格喇布坦       | 1761年－1795年 | 札木巴勒札木素子   |
| 第九代   | 拉旺             | 1795年－1804年 | 恭格喇布坦子       |
| 第十代   | 噶勒桑栋罗布     | 1804年－1826年 | 拉旺子             |
| 第十一代 | 巴图             | 1826年－1861年 | 噶勒桑栋罗布子     |
| 第十二代 | 济克登旺库尔     | 1861年－1891年 | 巴图子             |
| 第十三代 | 丹色里特旺珠尔   | 1891年－1894年 | 济克登旺库尔子     |
| 第十四代 | 额尔德木毕里克图 | 1894年－1906年 | 丹色里特旺珠尔子   |
| 第十五代 | 色旺端鲁布       | 1906年－1919年 | 额尔德木毕里克图弟 |
| 第十六代 | 贺喜业勒图墨尔根 | 1919年－1949年 | 色旺端鲁布子       |